# Bahnhof der Hessischen Ludwigsbahn in Mainz

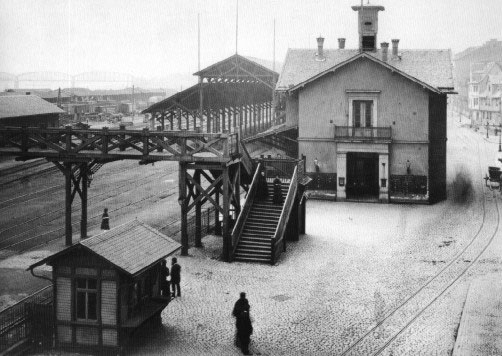
Bahnhof der Hessischen Ludwigsbahn nach 1860

Mittelgrund: Bahnsteighalle; Hintergrund: Mainzer Dom (nach 1860)

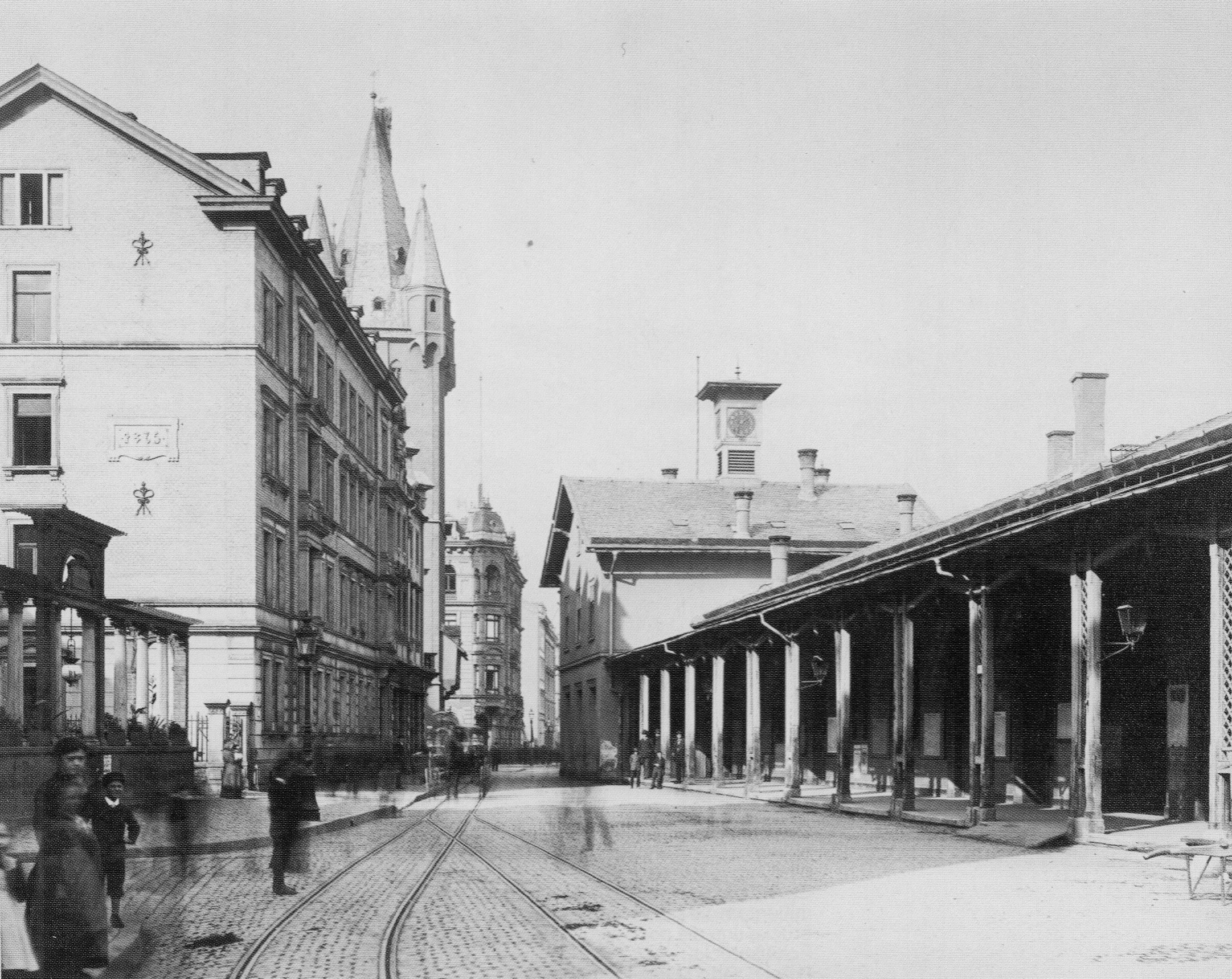
Straßenseite des Empfangsgebäudes an der Rheinstraße

Der erste Bahnhof der Hessischen Ludwigsbahn in Mainz war der erste linksrheinische Bahnhof in Mainz und von 1853 bis zur Eröffnung des neuen Centralbahnhofs 1884 in Betrieb.

## Anfänge
Mainz war die größte Stadt des Großherzogtums Hessen, ein bedeutender Handelsplatz seit römischer Zeit und damit ein attraktiver Ausgangs- und Zielpunkt für Eisenbahnen. Die in Mainz gegründete Ludwigsbahngesellschaft erwirkte Konzessionen zum Bau von Eisenbahnstrecken, die von Mainz ausgingen. Die erste dieser Konzession wurde ihr 1846 für die Bahnstrecke Mainz–Worms–Landesgrenze zur Pfalz (Bayern) erteilt. Der Bau der Strecke verzögerte sich unter anderem infolge der Revolution 1848/49 und der sie begleitenden Wirtschaftskrise. 1847 lagen die Planungen des für den Bau der Hessischen Ludwigsbahn Verantwortlichen, Ignaz Opfermann, für den Mainzer Bahnhof vor. Dies war wegen der militärisch bedingten Auflagen für den Bahnhofsbau in der Bundesfestung Mainz ein kompliziertes Vorhaben. Für das Zufahrtsgleis und Bahnhofsanlagen mussten Festungsbauwerke durchbrochen, umgebaut und teilweise neu errichtet werden. Die Bauarbeiten begannen Ende 1847 und waren 1852 weitestgehend abgeschlossen. Der erste planmäßige Zug verließ den Bahnhof am 23. März 1853, als das erste Teilstück der Eisenbahn Richtung Worms in Betrieb ging.

## Bahnhof

### Geografische Lage
Dieser Bahnhof lag zwischen Rhein, Holzturm und der Kaponniere Fort Malakoff außerhalb der Stadtmauer.

### Bezeichnung
Anfänglich wurde der Bahnhof als Ludwigsbahnhof bezeichnet, um ihn von dem damals zweiten, bereits seit 1840 in Betrieb befindlichen Bahnhof der Taunus-Eisenbahn in Mainz-Kastel zu unterscheiden. Ab 1858 trug er dann die Bezeichnung Centralbahnhof, die 1884 auf den Nachfolger, den heutigen Hauptbahnhof übertragen wurde.

### Empfangsgebäude

#### Empfangsgebäude des Kopfbahnhofs
Das erste Empfangsgebäude für diesen Bahnhof wurde 1847 bis 1852 zwischen Rhein und Stadt errichtet. Darüber hinaus gab es eine Reihe von Betriebsgebäuden: Drei offenen Wagenhallen, einen Lokomotivschuppen, einen Güterschuppen, einen Wasserbehälter und Werkstätten. Aus Geldmangel wurde an allen Gebäuden weitestgehend auf Bauschmuck verzichtet.
Das erste Empfangsgebäude war als typischer Kopfbahnhof der damaligen Zeit gestaltet: Rechts und links stand je ein zweistöckiger, auf etwa quadratischem Grundriss errichteter Pavillon. Diese beiden Gebäude waren durch eine offene Galerie verbunden. Gleisseitig stand davor eine hölzerne Bahnsteighalle. Im rheinseitigen Pavillon befand sich die Verwaltung der Hessischen Ludwigsbahn sowie das Fürstenzimmer, im stadtseitigen Pavillon waren die Einrichtungen für die übrigen Reisenden untergebracht: Eine Empfangshalle und drei Büroräume für den Fahrkartenverkauf. Im ersten Stock lag die Wohnung des Bahnhofsvorstehers.

#### Empfangsgebäude des Durchgangsbahnhofs
Dieses Arrangement musste bereits 1859 teilweise wieder aufgegeben werden, als von Norden her die Bahnstrecke von Bingen eingeführt und der Bahnhof vom Kopf- zum Durchgangsbahnhof umgebaut wurde: Der flussseitige Pavillon und der Verbindungsflügel mussten den neuen Gleisen weichen und wurden abgerissen. Ersatz für den verlorenen Raum schufen Gebäude, die nun gleisparallel südlich des verbleibenden Pavillons errichtet wurden. Der erhaltene Pavillon wurde so zum nördlichsten Teil des Empfangsgebäudes. Er war dreiachsig, hatte einen repräsentativen Eingang an der Nordseite und trug als Dachreiter einen Uhrturm. Nach Süden schlossen sich ein eingeschossiger Flügel und daran ein vierachsigen Pavillon mit Walmdach als Pendant zum nördlichen an. Dies geschah nach Plänen von Justus Kramer. Der eingeschossige Zwischenbau war straßenseitig als Galerie gestaltet. Er beherbergte den Gepäckraum, einen Wartesaal für die erste und zweite Klasse und einen weiteren für die dritte Klasse, das Bahnhofsrestaurant, Personalräume und die Toiletten. Den südlichen Pavillon bezog die Verwaltung.
1866 lag die Baugenehmigung für einen weiteren Umbau durch Justus Kramer vor, insbesondere sollten die Hauptgebäude ein drittes Stockwerk erhalten. Dies wurde jedoch nicht verwirklicht. Das Verwaltungsgebäude wurde wohl schon 1873 – zumindest teilweise – die gesamten Hochbauten dann 1885 abgerissen, nachdem der neue Centralbahnhof am damaligen Westrand der Stadt in Betrieb gegangen war.

### Erweiterungen
Der Bahnhof wurde zum Ausgangspunkt weiterer Eisenbahnstrecken:
- Im Dezember 1858 nahm die Hessische Ludwigsbahn die Rhein-Main-Bahn nach Aschaffenburg über die damalige Landeshauptstadt Darmstadt in Betrieb. Er erhielt nun die Bezeichnung Centralbahnhof.[12] Mangels Brücke endete diese zunächst am rechten Rheinufer oberhalb der Mainmündung. Die Reisenden mussten samt Gepäck auf dem Trajekt Mainz–Gustavsburg den Rhein überqueren. 1860 begann der Bau der Südbrücke, die am 20. Dezember 1862 den Betrieb aufnahm. Damit konnten die Züge der Rhein-Main-Bahn direkt in den Bahnhof einfahren. Ab 1863 zweigte von dieser Strecke nach Frankfurt am Main im Bahnhof Mainz-Bischofsheim die Mainbahn ab. Auch deren Verkehr wurde nun in den Bahnhof der Hessischen Ludwigsbahn in Mainz eingeführt.
- Am 17. Oktober 1859 nahm die Bahnstrecke Mainz–Bingen den Betrieb auf. Sie endete in Mainz zunächst in einem eigenen Kopfbahnhof. Der befand sich ebenfalls außerhalb der Festungsmauern im Gartenfeld, der heutigen Neustadt, zwischen Frauenlobstraße und Feldbergplatz, etwa dort, wo heute die Grüne Brücke über die Rheinallee führt. Die Verbindung zum ersten Bahnhof der Hessischen Ludwigsbahn in Mainz wurde aber bald hergestellt.
- Die Bahnstrecke Alzey–Mainz war die dritte, die vom Bahnhof der Hessischen Ludwigsbahn in Mainz ausging. Sie wurde 1871 entlang des Firmengeländes der Chaissen- und Eisenbahnwagen-Fabrik der Gebrüder Gastell verlegt und mündete parallel mit der Strecke von Bingen in den Bahnhof ein.
- Darüber hinaus bestand bis 1863 das Trajekt Mainz–Kastel, das es ermöglichte, Güterwagen von und zur Taunus-Eisenbahn überzusetzen. Dessen linksrheinische Anlegestelle befand sich ebenfalls im Bereich des Bahnhofs. Reisende mussten zum Umsteigen den Rhein über die Schiffsbrücke

## Ende
Schnell stieg das Verkehrsaufkommen. Der Raum am Rheinufer, zwischen Fluss und Festung, war aber sehr begrenzt. Die Bahnanlagen ließen sich dort bald nicht mehr erweitern, da das Lauterenviertel mit Wohnungen bebaut wurde. Bereits 1858 berichtete die Mainzer Zeitung über Pläne, den Bahnhof zu verlegen. Stadtbaumeister Eduard Kreyßig schlug 1873 vor, den Bahnhof auf der Westseite der Stadt neu zu errichten. Letztendlich wurde dort ein Bauplatz festgelegt, der ausreichend Fläche für das Vorhaben bot. Der Preis dafür war allerdings, dass der gesamte aus dem Süden und Osten anrollende Verkehr durch einen Tunnel, den Mainzer Eisenbahntunnel, geleitet werden musste. Nachdem dieser neue Centralbahnhof 1884 eröffnet war, wurde der erste Mainzer Bahnhof der HLB aufgegeben. Seine Zufahrtgleise wurden für die Bedienung der Hafenanlagen am Rheinufer weiter genutzt. Gebäude und ein Teil der Bahnanlagen wurden abgerissen und durch den Neubau eines Garnisonslazaretts und der Garnisonswaschanstalt (heute Kulturzentrum „KUZ“) ersetzt. In dem ehemaligen Garnisonslazarett war von 1959 bis 1990 die Bereitschaftspolizei untergebracht. Heute befindet sich hier die Einkaufsmall „Fort Malakoff Park“. Erhalten geblieben ist nur die benachbarte Centrale Lokomotiv-Reparaturwerkstätte der Hessischen Ludwigs-Eisenbahn, heute das Museum für Antike Schifffahrt.